# آلان يومبي
آلان يومبي (بالفرنسية: Alain Yomby)‏ هو لاعب كرة قدم كاميروني في مركز الدفاع، ولد في 23 سبتمبر 1982 في بافوسام في الكاميرون. لعب مع سنترال إسبانيول وميرامار ميشنس.

## وصلات خارجية
- آلان يومبي على موقع قاعدة بيانات كرة القدم.إي يو (الإنجليزية)
- آلان يومبي على موقع Soccerway.com (الإنجليزية)
- آلان يومبي على موقع عالم كرة القدم.نت (الإنجليزية)